# 바스 당스

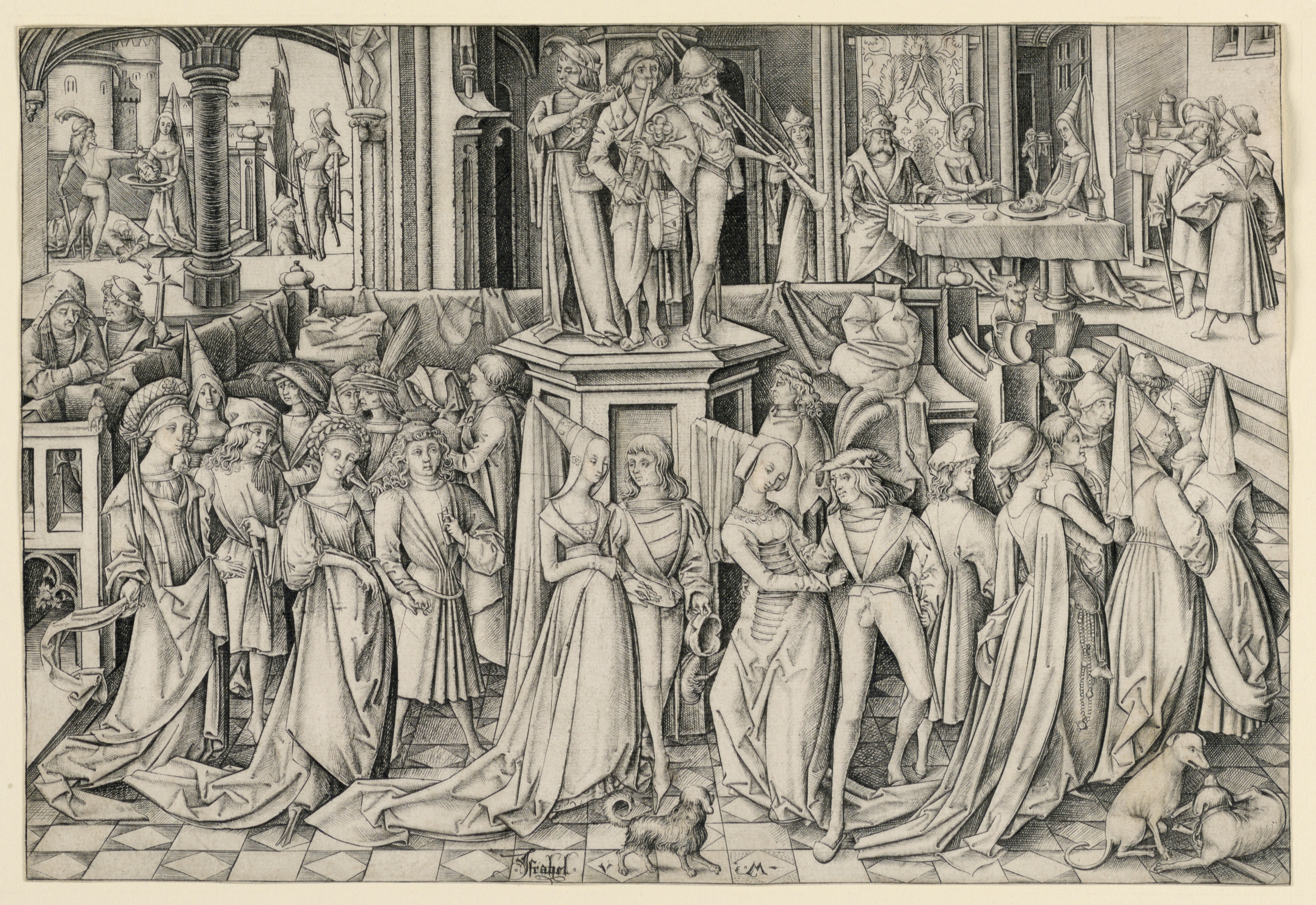
바스 당스 (1490)

바스 당스(프랑스어: Basse danse)는 15세기에서 16세기 초반 부르고뉴 공국에서 유행했던 댄스곡이다.
15세기와 16세기 초, 특히 부르고뉴 궁정에서 인기 있는 궁중 무용이었다. 바스(basse)라는 단어는 댄스의 본질을 설명한다. 바스의 경우 파트너가 발을 바닥에서 떼지 않고 천천히 미끄러지거나 걷는 동작으로 조용하고 우아하게 움직이는 반면, 더 생생한 댄스에서는 점프 또는 도약으로 두 발을 바닥에서 떼게 된다. 바스 댄스는 위엄있는 행렬 춤으로서 파반의 선구자였다. 이 용어는 춤이나 음악에만 적용될 수 있다.